# Sons d'hiver
 (janvier 2017).
Si vous disposez d'ouvrages ou d'articles de référence ou si vous connaissez des sites web de qualité traitant du thème abordé ici, merci de compléter l'article en donnant les références utiles à sa vérifiabilité et en les liant à la section « Notes et références ».
Sons d'hiver est un festival itinérant de musiques qui se déroule chaque hiver durant un mois dans le Val-de-Marne avec deux incursions à Paris, au musée du quai Branly-Jacques Chirac et au Théâtre de la Cité internationale. 
Au fil des années, le festival a reçu, entre autres :
Brother Ali, Steve Coleman, Bill Laswell, John Zorn, Rabih Abou Khalil, Otis Taylor, James Blood Ulmer, Sam Rivers, Trilok Gurtu, Ray Barretto, Max Roach, David Krakauer, Archie Shepp, Michel Portal, Emile Parisien, Louis Sclavis, Bernard Lubat, Mike Ladd, Claudia Solal, Melvin Van Peebles, David Murray, Neneh Cherry, Peter Brötzmann, Vijay Iyer, Marc Ribot, Dave Douglas, Tim Berne, David Torn… 